# الاتحاد الاقتصادي والنقدي لغرب إفريقيا

شعار الاتحاد الاقتصادي والنقدي لغرب إفريقيا (UEMOA)

الاتحاد الاقتصادي والنقدي لغرب إفريقيا (UEMOA) هو منظمة إقليمية مهمتها تحقيق تكامل اقتصادي بين الدول الأعضاء، من خلال تعزيز القدرة التنافسية للأنشطة الاقتصادية في إطار سوق مفتوحة وتنافسية ومتاخ قانوني رشيد وموائم.
أنشأ في داكار (السنغال) في 10 يناير 1994 . ومقره في واغادوغو (بوركينا فاسو). وخلف للاتحاد النقدي لغرب إفريقيا (UMOA) الذي أنشئ في عام 1963،
في عهد العولمة الراهن، يبدو الاتحاد الاقتصادي والنقدي كأداة حقيقية لتكامل إقليمي. وكونه يضم 8 دول فقط، يسمح له بمواجهة التحديات يشكل أفضل. وقد أعد لذلك أدوات منها بورصة الأوراق المالية الإقليمية
BRVM (بالفرنسية: Bourse régionale de valeurs mobilières)‏

## الدول الأعضاء
8 الدول الأعضاء :
- بنين
- بوركينا فاسو
- ساحل العاج
- غينيا بيساو (منذ 2 مايو 1997)
- مالي
- النيجر
- السنغال
- توغو

الدول الأعضاء

أكثر من 80 مليون نسمة هو تعداد سكان الدول الأعضاء والتي تشغل مساحة 3509600 كم2.

### وصلات خارجية
- الموقع الرسمي للإتحاد